# Collis
Collis (мн. Colles; з латинської — «пагорб») — пагорб на небесному тілі. Термін використовується в планетній номенклатурі — входить до складу власних назв подібних об'єктів. У міжнародних назвах він, як і інші родові терміни, пишеться з великої літери та, як правило, стоїть після власного імені (наприклад, пагорби Більбо — Bilbo Colles; єдиний виняток — Colles Nili на Марсі). Станом на 2015 рік назви мають лише групи пагорбів і термін використовується лише в множині.
Як і інші терміни планетної номенклатури, це слово описує лише зовнішній вигляд об'єкта, а не його походження чи геологічну будову, і тому придатне для пагорбів будь-якої природи. Більшим височинам дають назви з терміном Tholus («купол») або Mons («гора»); для своєрідних млинцеподібних гір, характерних для Венери, вживають термін Farrum.
Термін Collis було введено в планетну номенклатуру 1982 року на XVIII Генеральній асамблеї Міжнародного астрономічного союзу. Цього ж року було названо перші дві групи пагорбів (Ariadnes Colles та Deuteronilus Colles на Марсі). Станом на квітень 2015 року названо 42 такі групи: 21 на Марсі, 16 на Венері та 5 на Титані. На різних небесних тілах їх називають по-різному:
- на Венері — на честь морських богинь різних народів;
- на Марсі — за назвами сусідніх деталей альбедо на картах Джованні Скіапареллі або Ежена Антоніаді;
- на Титані — на честь жителів Середзем'я Джона Толкіна.

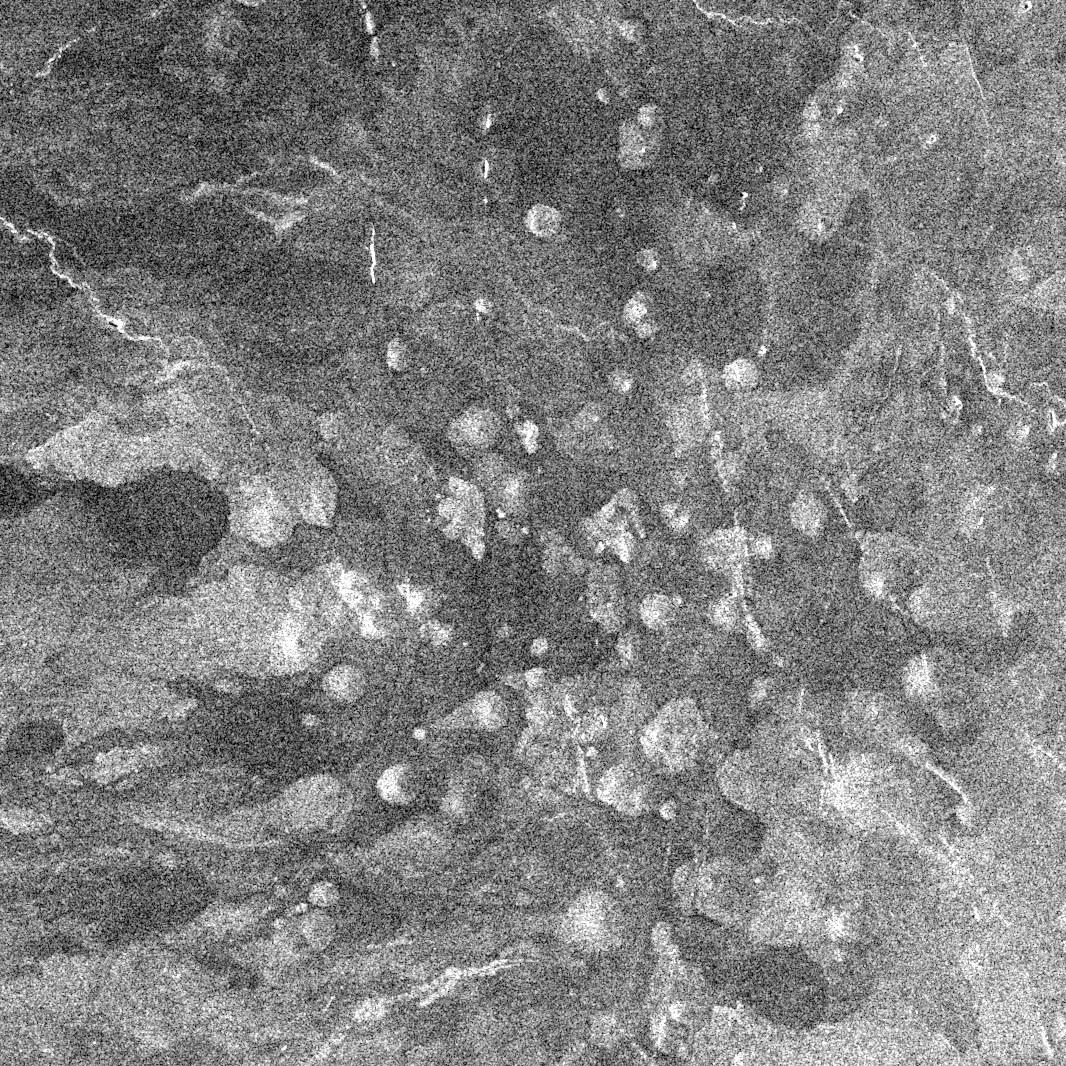
Частина пагорбів Olosa Colles на Венері
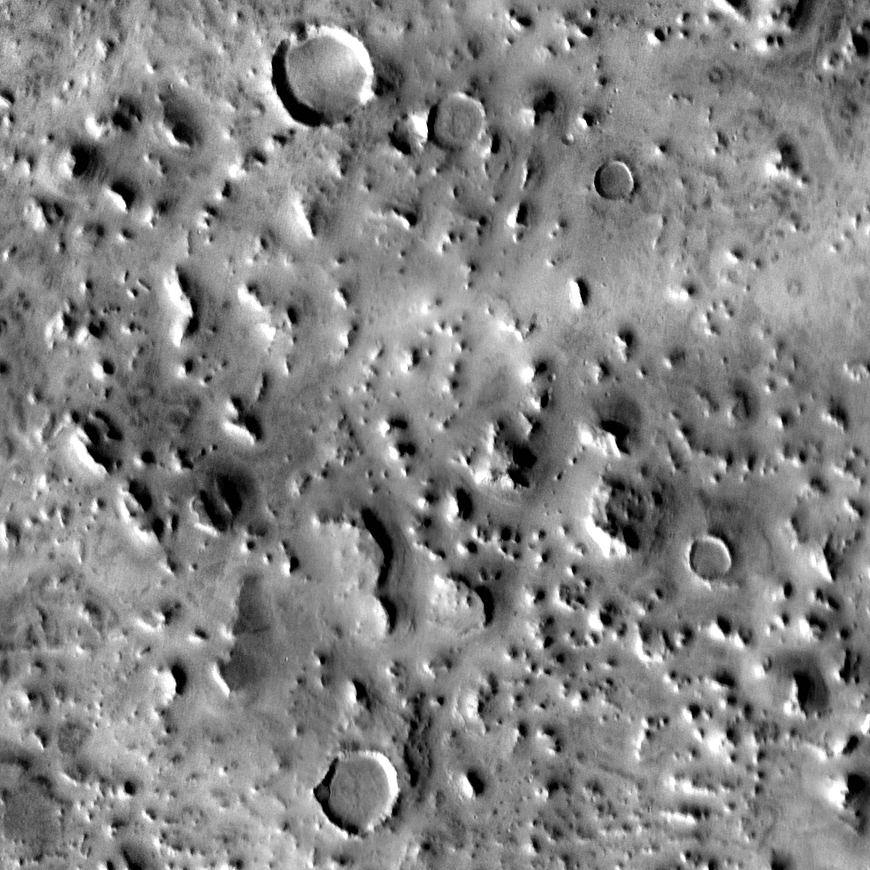
Частина пагорбів Acidalia Colles на Марсі
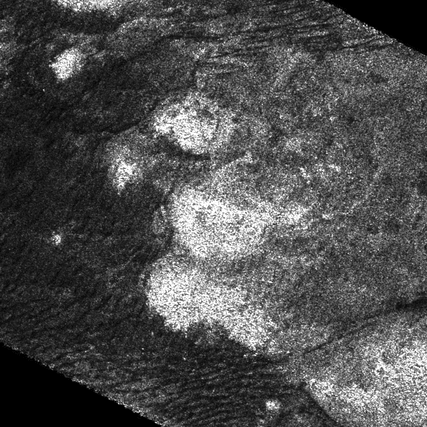
Пагорби Nimloth Colles на Титані